# Borso del Grappa
Borso del Grappa (Bors in veneto) è un comune italiano di 5 947 abitanti della provincia di Treviso in Veneto.

## Geografia fisica
Il territorio del comune di Borso del Grappa, in provincia di Treviso, si estende per 33 km² collocati sul versante sud-ovest del Massiccio del Grappa. Confina a sud e ad ovest con la provincia di Vicenza, in particolare con i comuni di Romano d'Ezzelino e Mussolente. A nord si arrampica sulle pendici del Grappa dove confina con i comuni di Valbrenta a nord-ovest e Pieve del Grappa a nord e ad est. Infine a sud-est confina con il comune di San Zenone degli Ezzelini. Il territorio si divide in tre frazioni: Borso capoluogo, Semonzo e sant'Eulalia.
L'altezza media del paese è circa 250 m s.l.m.

## Origini del nome
Borso potrebbe derivare da Bursa, personale documentato in varie zone del Veneto (per esempio a Borsoi di Tambre). Altre ipotesi, meno probabili, lo legano a un altro nome proprio (Bonaccorso) o a bosso.

## Storia
Borso del Grappa fu abitato prima dai paleoveneti e successivamente dai romani e dai longobardi; in un orto di Borso vi è stato il ritrovamento di una tomba paleoveneta accanto ad una longobarda; nella frazione di Sant'Eulalia è stata trovata la tomba di un legionario romano.
Borso, con le frazioni Semonzo, Sant'Eulalia e Cassanego sono tra le località coinvolte nelle vicende che, tra l'XI secolo e il XIII secolo, videro come protagonista la potente famiglia degli Ezzelini. I toponimi sono citati nel computo delle molte proprietà della casata, stilato dopo la sua sconfitta avvenuta nel 1260.

### Simboli
Lo stemma e il gonfalone del comune di Borso del Grappa sono stati concessi con regio decreto del 16 maggio 1940.
campo verde. Ornamenti esteriori da Comune.»
Il gonfalone è un drappo partito di verde e di giallo.

## Monumenti e luoghi d'interesse

### Chiesa parrocchiale

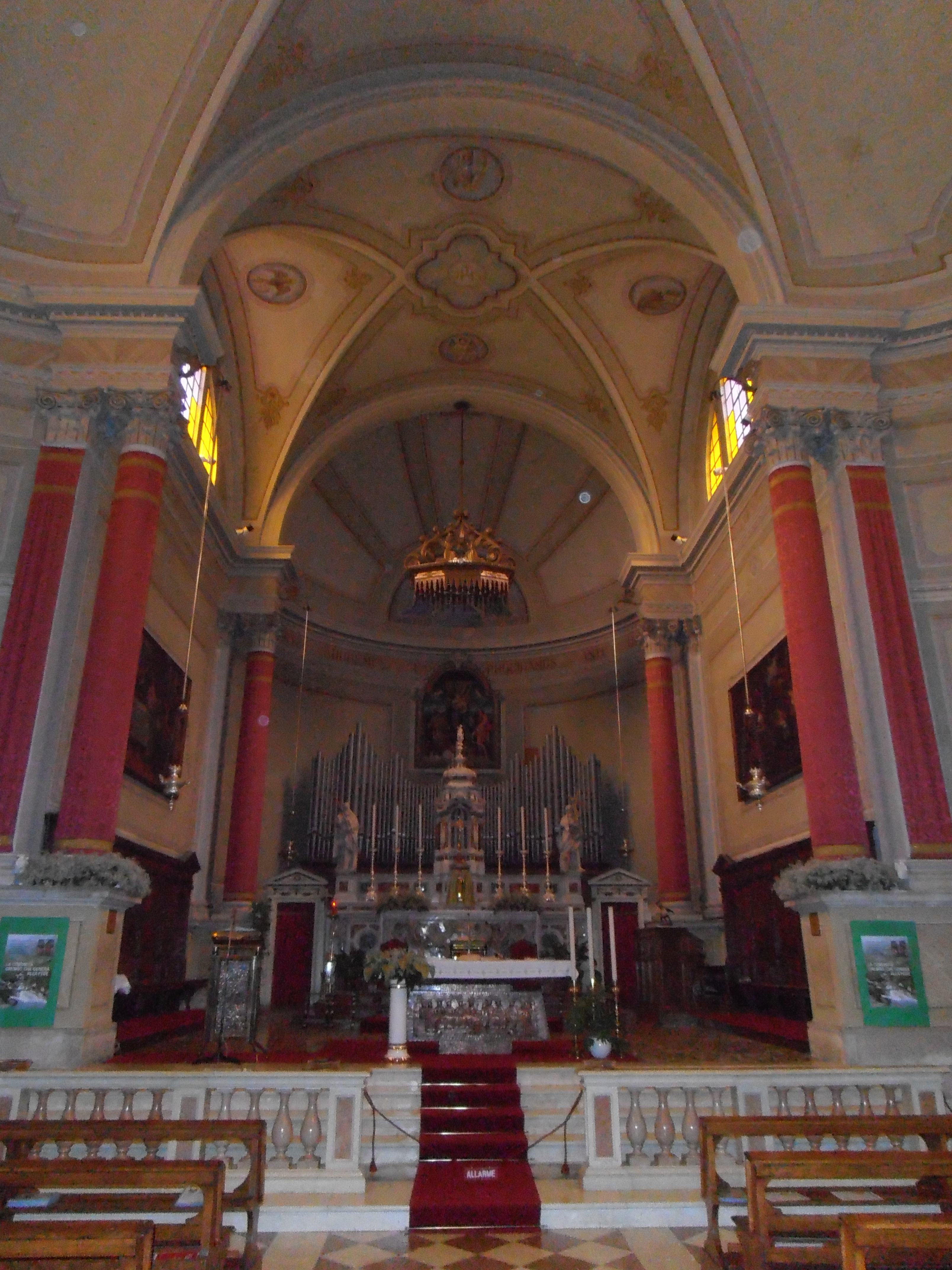
Interno della parrocchiale dei Santi Maria e Zenone

È intitolata alla Madonna del Carmelo e a san Zenone di Verona. Quest'ultimo dedicatario ne collocherebbe la fondazione in età longobarda, quando assunse forse le funzioni del più antico oratorio di Sant'Andrea. Nel XIII secolo risulta cappella dipendente dalla pieve di Sant'Eulalia.
Gravemente danneggiata durante il terremoto di Santa Costanza del 1695 (il campanile fu raso al suolo), venne riattata alla meglio per essere completamente ricostruita a fine Settecento, su disegno di Antonio Gaidon. La chiesa attuale è ancora più tarda, essendo stata innalzata tra il 1910 e il 1929 e consacrata nel 1939.
All'interno, presso il presbiterio, è ospitata una pala di Jacopo da Ponte, raffigurante la Madonna tra i santi Zenone e Giovanni battista (seconda metà del Cinquecento). Dello stesso autore è la Fuga in Egitto collocata sulla controfacciata (terzo quarto del Cinquecento). Risalgono al primo Settecento il Gesù Crocifisso tra i santi Domenico e Antonio abate di Francesco Trivellini e due grandi tele di Giovan Battista Volpato poste nell'area presbiteriale, l'Ultima cena (proveniente dai depositi del Museo civico di Bassano del Grappa) e l'Adorazione dei pastori. Una statua di San Zenone nel presbiterio è di Antonio Bonazza.

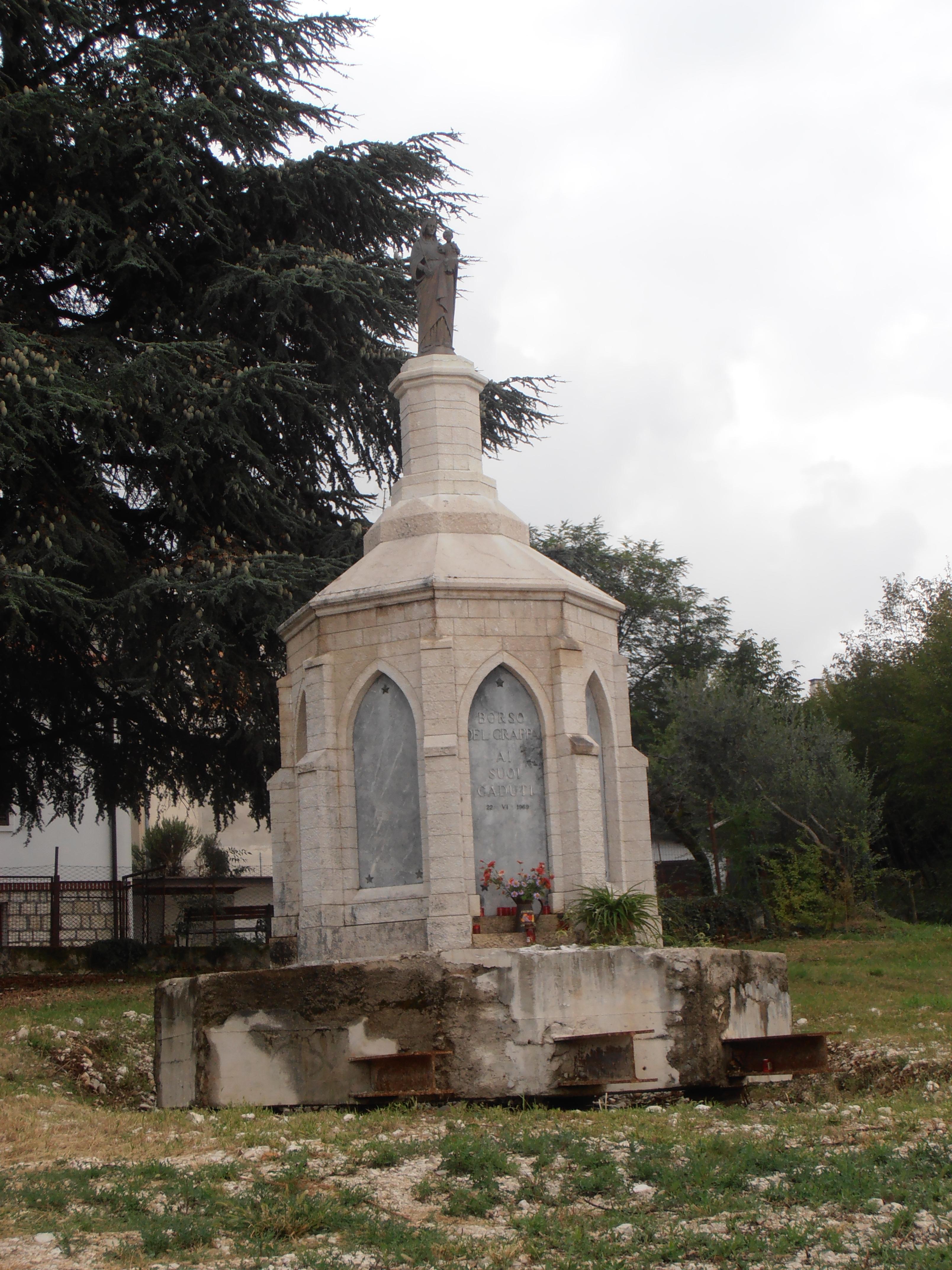
Monumento

### Aree naturali
In località Boscon sorge un grande faggio, la cui circonferenza è di 3,2 metri, per un'altezza di 28; è classificato nella lista dei circa 22.000 alberi monumentali italiani tutelati dalla guardia forestale nonché come uno dei 150 classificati di eccezionale valore storico o monumentale; è, inoltre, uno dei 16 alberi monumentali dislocati in provincia di Treviso.

## Società

### Evoluzione demografica
Abitanti censiti

### Etnie e minoranze straniere
Al 31 dicembre 2017 gli stranieri residenti nel comune erano 276, ovvero il 4,6% della popolazione. Di seguito sono riportati i gruppi più consistenti:
1. Marocco 53
2. Romania 40
3. Senegal 24
4. Albania 22
5. Cina 20

## Cultura

### Cucina

#### Il biso di Borso
Il biso di Borso (il pisello dei baccelli della varietà Pisum sativum, protetta da marchio e logo registrati) è una coltura tipica del territorio di Borso del Grappa. La semente secca viene piantata da fine febbraio (ideale l'ultima luna) a marzo al fine di assicurare la maturazione del raccolto in più riprese, da maggio a metà giugno; la coltivazione avviene mediante tecniche agronomiche tradizionali, senza impiego di pesticidi né di concimi chimici di sintesi.
Si presenta nel classico baccello con grani, al momento della maturazione, piuttosto piccoli e teneri, mentre il gusto è più dolce rispetto alle varietà comuni. La consumazione come contorno ai piatti viene addirittura consigliata cruda senza alcun condimento. Tradizione vuole che venisse offerto al Doge ed ai dignitari in occasione della festa di San Marco, Santo Patrono della Serenissima Repubblica, il famoso piatto risi e bisi: con i piselli che accompagnavano il riso direttamente colti sulle pendici del Grappa.

Una curiosità riguarda l'eventuale mancanza di acqua nell'ultima parte del ciclo vegetativo della pianta. In tal caso il raccolto viene perso e tale sventura si riassume nell'espressione "Adio bisi", ancora viva tra i locali, usata per sottolineare la gravità di un fatto accaduto.

#### I formaggi del Grappa
Il Morlacco ed il Bastardo del Grappa sono formaggi tipici del Massiccio del Grappa sin dai tempi della Repubblica di Venezia.
Il morlacco in particolare sembra prendere il nome dalla terra balcanica di origine dei pastori che ne iniziarono la tradizione insediandosi sul Grappa: la Morlacchia. Un'altra teoria vuole il nome derivato dalla razza di mucche tipica del Massiccio, la vacca burlina da cui la variante burlacco.
El Morlàc è un formaggio a pasta tenera, di colore rosa- paglierino, dal sapore leggermente salato nel quale si inseriscono con delicatezza i profumi delle erbe del Grappa. La sua produzione, tradizionalmente praticata solo in malga, è esclusiva del Massiccio del Grappa.
Non è chiaro a cosa il Bastardo debba il suo nome; alcuni sostengono derivi dal fatto che venisse inizialmente prodotto con il latte vaccino misto a latte ovino e caprino, altri ritengono sia causa della sua versatilità nella produzione potendo essere prodotto tutto l'anno sia in alpeggio che in casa (contrariamente al Morlacco). È un formaggio a pasta dura cotta, di colore giallo dal sapore dolce che si fa via via più sapido e piccante nella versione stagionata.

#### Prodotti dell'apicoltura
Un'altra vocazione del territorio pedemontano è quello della lavorazione dei prodotti dell'apicoltura.
I mieli profumati alle erbe del Grappa sono da ritenersi un importante prodotto alimentare e provengono da una grande varietà di specie botaniche che presentano una fioritura scalare tipica della zona che va da un'altitudine di 100 metri fino ai 1700 dell'alta montagna. Grazie alla possibilità di trasferire gli alveari ad altitudini diverse, i mieli che ne risultano presentano delle caratteristiche di tipicità, specie nel colore, nell'aroma e nel gusto. Tipiche produzioni della zona sono: il miele "Acacia", il miele "Castagno", il miele "Multiflora di Collina" e il miele "Alta Montagna".

## Economia

### La pipa
L'arte del "Mastro Piparo" o "Pipér", risale agli inizi del novecento e si sviluppa fino a raggiungere il suo apice nel secondo dopoguerra quando dà sostentamento alla maggioranza della popolazione. Ricavata dal legno di carpino e marasca, la pipa è decorata all'intaglio con figure di fiori e animali del Grappa; intorno agli anni settanta sorgono anche alcune varianti molto apprezzate come quella a "testa di alpino" e quelle con il fornello in ceramica. Sempre intorno al quel periodo, la pipa si trasforma in oggetto ornamentale, non più dedicato al fumo di tabacco. L'unicità di questo prodotto, la cui produzione è ad oggi quasi scomparsa, l'ha resa negli anni famosa nel mondo con esportazioni in moltissimi stati esteri.

### La ceramica
La zona di Bassano del Grappa e Nove è da sempre votata alla produzione di finissime porcellane. Anche nel territorio borsatto si ritrova questa produzione che negli ultimi decenni si è specializzata nella manifattura di maioliche per stufe, complementi per l'illuminazione, pavimentazione e rivestimenti in ceramica. Importante nel settore dell'oggettistica, merita la menzione l'azienda "Bosa Ceramiche" che vanta collaborazioni con designer di fama internazionale, con le principali aziende del settore design e persino la presentazione di una propria collezione presso il museo Peggy Guggenheim di Venezia.

### La oreficeria
Attività storica della zona è quella dell'oreficeria: infatti la manifattura di Officina Bernardi ha sede in questo paese.

## Amministrazione

### Altre informazioni amministrative
La denominazione del comune fino al 1920 era semplicemente Borso. L'appellativo "del Grappa", che rimanda alla sovrastante montagna, si riferisce agli eventi della prima guerra mondiale.

## Sport

### Volo libero
Il comune di Borso del Grappa ospita nel proprio territorio diverse discipline sportive come per esempio il volo libero. Borso è definito "La Mecca" per la pratica di questa disciplina e attualmente rappresenta uno dei maggiori centri a livello europeo. Come volo libero si intende il volo da diporto senza ausilio di motore. Nel nostro caso sono due le discipline di interesse: il parapendio e il deltaplano.

Il deltaplano è costituito da una struttura triangolare semi-rigida alla quale il pilota si aggancia. Il parapendio invece consiste in un'ala (detta vela) dalla struttura non rigida alla quale il pilota è agganciato in posizione "seduta". A volte il territorio di Borso è interessato dalla presenza di altri mezzi di volo quali alianti (anch'essi privi di motore) oppure di parapendio a motore (detti para-motore) o deltaplani a motore. Si tratta, tuttavia, di una percentuale poco rilevante.
La pratica del volo libero a Borso è così diffusa grazie ad una serie di condizioni particolarmente favorevoli: la morfologia del territorio e la posizione del Massiccio sono determinanti. Mentre le forti correnti proveniente dal nord si scaricano delle due valli ai lati del Massiccio ( Valle del Piave e Valle del Brenta), le correnti d'aria provenienti dalla vasta pianura ai piedi del Grappa scontrandosi contro le sue ripidissime pareti creano delle spinte ascensionali dette "termiche", sfruttate dai piloti per guadagnare altezze ben superiori ai punti di decollo. Queste correnti sono pressoché costanti, sia durante il giorno, sia nel corso dell'anno, permettendo così lunghe ore di volo e una stagione quasi ininterrotta. Le condizioni favorevoli si adattano alle esigenze delle scuole di volo e degli allievi che intraprendono i primi voli e consentono al tempo stesso ai piloti esperti di compiere soddisfacenti voli anche dal punto di vista della distanza (da Semonzo sono stati effettuati voli che hanno sfiorato i 200 km percorsi).

### Storia del volo libero a Borso
I primi pionieri del volo libero arrivarono sul Grappa negli anni Settanta. Si trattava di deltaplanisti che compivano brevi planate con mezzi auto-costruiti. Nel 1979 nasce il Delta Club Vicenza e un paio di anni dopo è la volta del Delta Club Bassano la cui attività subisce una battuta d'arresto per via della tragica morte dell'allora presidente. Ma la voglia di volare è ancora forte e per questo, dalle ceneri del DC Bassano nasce nel '79 il Club Volo Libero Montegrappa.
Negli anni '80: sono nati i club e la Federazione Italiana Volo Libero; è stata stampata la rivista specializzata "L'aquilone"; sono stati adottati casco e paracadute di emergenza e infine, non di minore importanza, le ali permettono dei bei voli.

Logo della Federazione Italiana di Volo Libero.

Nel 1982 nasce il Meeting Internazionale di Volo Libero che ha luogo a Bassano del Grappa nel fine settimana di Pasqua e che comprende delle gare e una fiera di materiale specifico. Comincia a farsi strada il concetto di sicurezza e si cominciano ad individuare i primi decolli e punti di atterraggio specifici stringendo accordi con i cittadini e i proprietari dei terreni. Dalla seconda metà degli anni '80 compaiono in Grappa anche i primi parapendio e negli anni novanta c'è stata un'enorme crescita delle pratiche di questo sport.
Nel 1995 il Club organizza i Campionati Italiani di parapendio. Per la prima volta viene assegnata una manche superiore ai 100 km. Nell'ottobre 1998 Borso avrebbe dovuto ospitare la finale di Coppa Italia, ma le condizioni meteo permettevano soltanto semplici planate. per ovviare all'inconveniente si decise di organizzare una gara a manche di più planate con la partenza simultanea di 5 piloti ad eliminazione diretta (solo chi arriva primo passa il turno). Si trattava di una nuova tipologia di competizione detta speed run. L'appuntamento ottobrino si fuse presto con la manifestazione di Halloween creata dagli abitanti di Semonzo e pertanto l'Halloween Cup diventa la tradizionale occasione per concludere la stagione di gare in Italia in concomitanza con l'assegnazione del titolo italiano. Nel 2001 si riuscì ad organizzare solo la gara di parapendio, senza però l'esposizione né la presenza dei deltaplani.
Ma dall'anno successivo l'evento ripartì al completo grazie anche alla più stretta collaborazione con il Consorzio Turistico "Vivere il Grappa". Nel 2005 l'AS Volo Libero Montegrappa assunse l'attuale forma giuridica di Aero Club. Con l'edizione 2009 del Trofeo Montegrappa, il club si dimostra nuovamente all'avanguardia: viene infatti sperimentato per la prima volta nel volo libero il sistema "Safly Live Traking" su software Silent Wing, per seguire in diretta i concorrenti durante la competizione, come nelle gare di Coppa America. Il sistema sarà poi adottato anche per il finale di Coppa del Mondo, ma il debutto è stato a Borso.

### Borso e molte altre attività sportive
Il territorio del Comune di Borso del Grappa oltre al Volo libero offre molteplici possibilità al turista. Per lo sportivo esiste la possibilità di praticare la bici su strada percorrendo la provinciale "Generale Giardino" teatro nel 2008 del passaggio del Giro d'Italia. Nel 2014 quest'ultimo ha interessato le nostre zone con una cronoscalata individuale con partenza a Bassano e il cui arrivo era Cima Grappa.
Svariati percorsi, tracciati e mulattiere costituiscono un'infinita possibilità per gli appassionati di trekking (il CAI di Bassano ha tracciato negli anni moltissimi sentieri che attraversano anche il territorio di Borso conducendo in vetta), nordic walking, mountain bike ed in inverno racchette da neve.
Completano il quadro la possibilità di percorrere dei percorsi a cavallo e di arrampicarsi su splendide falesie. In Valle Santa Felicita è presente una palestra di roccia ovvero una parete attrezzata per praticare l'arrampicata sportiva.